# Dynamic Duo
Dynamic Duo(ダイナミック·デュオ、朝鮮語: 다이나믹 듀오)は、1999年に結成された韓国の男性ヒップホップデュオである。

## メンバー
チェジャ(최자)
- 本名: チェ・ジェホ(최재호)
- 生年月日: 1980年3月17日（44歳）
- 出生地:  韓国
- 学歴: 世宗大学ホテル経営学士
- ポジション: ラッパー
- 活動期間: 2004年~

ゲコ(개코)
- 本名: (김윤성)
- 生年月日: 1981年1月14日（44歳）
- 出生地:  韓国
- 学歴: 弘益大学広告デザイン学士
- ポジション: ラッパー
- 活動期間: 2004年~

## ディスコグラフィー

### スタジオ·アルバム
- 1st 『Taxi Driver』: 2004年5月17日
- 2nd 『Double Dynamite』: 2005年10月26日
- 3rd 『Enlightened』: 2007年5月30日
- 4th 『Last Days』: 2008年8月21日
- 5th 『Band of Dynamic Brothers』: 2009年10月7日
- 6th 『DYNAMICDUO 6th DIGILOG 1/2』: 2011年11月25日
- 6th 『DYNAMICDUO 6th DIGILOG 2/2』: 2012年1月4日
- 7th 『LUCKYNUMBERS』: 2013年7月1日
- 8th 『Grand Carnival』: 2015年11月18日
- 9th 『Off Duty』: 2019年11月26日
- 10th 『2 Kids On The Block』: 2024年3月28日

## 受賞歴
- 第1回Asia Artist Awards - 歌手部門ベストチョイス賞[1]